# Giovanni Carlo Bandi
Giovanni Carlo Bandi (ur. 17 lipca 1709 w Cesenie, zm. 23 marca 1784 w Imoli) – włoski duchowny katolicki, kardynał, biskup Imoli, wuj papieża Piusa VI.
Święcenia kapłańskie przyjął 18 września 1734 w Turynie. 18 grudnia 1744 został wybrany biskupem tytularnym Botrysu i biskupem sufraganem Ostia e Velletri. Sakrę przyjął 28 grudnia 1744 w Rzymie z rąk kardynała Carlo Alberto Guidoboni Cavalchiniego (współkonsekratorami byli kanonicy Giuseppe Maria Rotario i Felice Flossesco). 20 marca 1752 objął biskupstwo Imoli, na którym pozostał już do śmierci. 29 maja 1775 Pius VI kreował go kardynałem in pectore. Nominacja została ogłoszona 11 września 1775.